# Terrorangrebet i Mumbai 2008
Terrorangrebet i Mumbai 2008 fandt sted fra den 26. november til den 29. november 2008 i Indiens finansielle centrum og største by Mumbai (tidligere Bombay).
Målene omfattede den meget travle centrale jernbanestation Chhatrapati Shivaji Terminus, det fem-stjernede hotel Oberoi Trident, det fem-stjernede hotel Taj Mahal Palace & Tower, Cama Hospital, det jødiske center Mumbai Chabad House (også kendt som Nariman House) samt den populære Café Leopold, hvor mange turister plejede at komme. Øjenvidner fortalte, at terroristerne spurgte efter britiske og amerikanske statsborgere blandt gidsler på hotellerne.
I alt døde mindst 174, heraf mindst 22 udlændinge. Blandt de overlevende fra Café Leopold var blandt andet danskeren Jesper Bornak.

## Ansvar
Foreløbige tal tyder på, at kun 10 terrorister deltog i angrebet. De ni blev dræbt af indiske sikkerhedsstyrker. Den anholdte menes at være den 21-årige pakistaner Ajmal Amir Kamal, som blev afhørt af de indiske myndigheder. De indiske myndigheder har peget på forbindelser til Pakistan, men dette benægtes af Pakistan, som dog har indrømmet, at dele af planlægningen og træningen kan have forgået i Pakistan. En anden forklaring er, at de toptrænede terrorister kom fra og er trænet i det delte Kashmir, som både Indien og Pakistan gør krav på. Men det er usandsynligt, da terroristerne talte punjabi, og langt de fleste punjabitalende muslimer bor i Pakistan, mens der i Kashmir tales urdu og hindi af både muslimer og hinduer.